# Taz-Panter-Preis

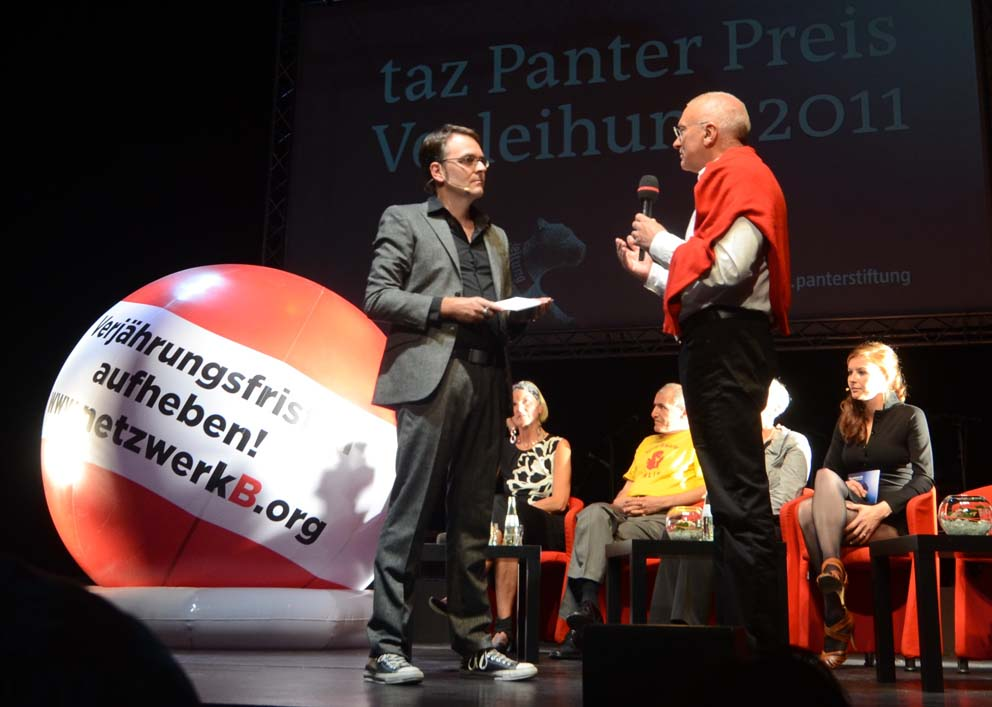
taz-Panter-Preis 2011

Der taz-Panter-Preis (nach eigener Schreibung auch taz Panter Preis) ist ein 2005 gestifteter Preis für Zivilcourage, der jährlich von der nach Peter Panter benannten taz Panter Stiftung der tageszeitung vergeben wird. Der Preis ist mit insgesamt 10.000 Euro dotiert und wird zur Hälfte als Preis der Leserinnen und Leser und als Preis der Jury vergeben. Den Preis sollen Personen erhalten, die „sich sozial, politisch oder ‚einfach nur menschlich‘ für andere engagieren, aktiv gegen politische und gesellschaftliche Missstände auftreten und ‚häufig im Verborgenen‘ große Taten vollbringen“. Neben Einzelpersonen werden auch engagierte Menschen ausgezeichnet, die sich in Vereinen, Interessensgemeinschaften und Aktionsbündnissen organisieren.
Seit 2020 wird der Preis themenbezogen im Bereich Klimaschutz, nachhaltige Energiewende und Schutz von Ökosystemen ausgeschrieben. 2021 wurde der Panter Preis zum Schwerpunkt nachhaltige Mobilität vergeben. 2022 war er für Initiativen, die sich gegen die Erderhitzung unter Berücksichtigung sozialer Gerechtigkeit einsetzen, ausgeschrieben.

## Geschichte
Der Preis wird seit 2005 verliehen. Zur Jury gehörten 2008 Klaus Bednarz, Dieter Moor, Anke Domscheit und Georg Schramm, 2009 Bettina Böttinger, Elke Schmitter und Rufus Beck, 2010 Anna Thalbach und Benjamin Adrion, der Preisträger von 2006. Die Preisvergabe 2008 wurde als Unterrichtsmaterial aufgearbeitet.

## Bisherige Auszeichnungen
2005
- Den Preis der Leserinnen und Leser erhielt Helga Dieter, die in dem Projekt „Ferien vom Krieg“ Ferienfreizeiten für Kinder und Jugendliche aus den Kriegs- und Krisengebieten des Balkans, aus Israel und Palästina organisiert.
- Den Preis der Jury erhielten Sinan und Saithan, die sich für eine Postkartenaktion des Jugendtreffs „MaDonna Mädchenkult.Ur“ in Berlin-Neukölln gegen Ehrenmorde und Zwangsverheiratungen als Models zur Verfügung stellten.

2006
- Den Preis der Leserinnen und Leser erhielt Sabine Ball (†), Dresden, deren Verein „Stoffwechsel“ eine umfangreiche Tagesbetreuung für Kinder und Jugendliche bot, um deren Perspektiven zu verbessern.
- Die Jury vergab zwei Preise. Barbara Cybard hatte gegen erhebliche Widerstände des Konzerns Schlecker einen Betriebsrat gegründet. Benny Adrions Verein „Viva con Agua de Sankt Pauli“ organisiert sauberes Trinkwasser für Kindergärten in Kuba.

2007
- Den Preis der Leserinnen und Leser erhielten Sebastian Klauder und Philipp Gliesing, Pößneck, die die Übernahme eines Kulturhauses durch den rechtsextremen Anwalt Jürgen Rieger verhinderten und gegen Fremdenfeindlichkeit aufklärten.
- Den Preis der Jury erhielt Monika Bitter, die als „Berufswahlpatin“ Hauptschülern bei der Suche nach einem Ausbildungsplatz hilft.

2008
- Den Preis der Leserinnen und Leser erhielt der Gentechnikgegner Michael Grolm.[7]
- Die Jury vergab zwei Preise. Sie erhielten Mariam Notten, die in Afghanistan den Bau von Schulen und Frauenprojekte fördert, und Julius Deutsch, der Kommunikationshilfen für Schwerstbehinderte entwickelt.

2009
- Den Preis der Leserinnen und Leser erhielt die Ärztin Jessica Groß, die sich um die medizinische Versorgung von Menschen ohne gültige Papiere kümmert.
- Den Preis der Jury erhielt Bettina Theresa Ismair, Markt Schwaben, deren Initiative „Offenes Haus – Offenes Herz“ sich für Asylbewerberfamilien und vor allem deren Kinder und deren Integration einsetzt.[8]

2010
- Den Preis der Leserinnen und Leser erhielt der aus dem Irak desertierte US-Soldat André Shepherd.[9][10]
- Den Preis der Jury erhielt Petra Peterich, die sich um straffällig gewordene Jugendliche kümmert.

2011
- Den Preis der Leserinnen und Leser erhielt Hadja Kitagbe, die mit ihrem Verein „Mama Afrika“ Aufklärung gegen die Praxis der Beschneidung weiblicher Genitalien und Hilfe für betroffenen Familien organisiert.
- Den Jury-Preis erhielt Kazim Erdogan, der Männer-Gesprächsgruppen für Migranten gründete, um ihnen bei der Integration zu helfen.

2012
- Den Preis der Leserinnen und Leser erhielt Steffen Richter, der mit seinem Verein Akubiz in Pirna gegen Diskriminierung und rechte Ideologien kämpft.
- Den Jury-Preis erhielt Antje Krajci, die ein verletztes Mädchen aus Afghanistan bei sich aufnahm.

2013
- Den Preis der Leserinnen und Leser erhielt Inge Hannemann für ihr Engagement in der Kritik an Richtlinien und Maßgaben der Bundesagentur für Arbeit und ihr damit verbundenes Eintreten für die Interessen der davon betroffenen Erwerbslosen.
- Den Jury-Preis erhielt das Netzwerk von „Welcome to Europe“, das sich für Flüchtlinge einsetzt.[11]

2014
- Gewinner des Preises der Leserinnen und Leser wurde die Initiative „Women in Exile“, die seit 2002 geflüchtete Frauen in Deutschland unterstützt.
- Der Preis der Jury ging an den Verein „Digitalcourage“, die seit 1987 für Bürgerrechte & Datenschutz einstehen.

2015
- Gewinner des Preises der Leserinnen und Leser wurde die „Initiative Watch The Med Alarm Phone“, die seit 2014 ein Notrufsystem für Bootsflüchtlinge in Seenot betreibt.
- Der Preis der Jury ging an Lina Schönfeld, die Flüchtlingen im Braunschweiger Boxclub BC 72 e. V. kostenloses Boxtraining gibt, wodurch der Alltag der jungen Männer Struktur erhalten soll.

2016
- Gewinner des Preises der Leserinnen und Leser wurde der Verein „KARO“, der sich im tschechisch-deutschen Grenzgebiet für Frauen einsetzt, die von Zwangsprostitution betroffen sind.
- Der Preis der Jury ging an Tobias Burdukat im sächsischen Grimma im „Dorf der Jugend“ ein Container-Café betreibt und kulturelle Events veranstaltet.[12]

2017
- Gewinner des Preises der Leserinnen und Leser wurden die Flüchtlingspaten Syrien, die sich für den Familiennachzug sogenannter subsidiärer Geflüchteter aus dem Bürgerkriegsland starkmachen.
- Der Preis der Jury ging an die Initiative Aktion gegen Arbeitsunrecht, die sich um Beschäftigte, Betriebsräte und Gewerkschafter kümmert, die von Union Busting betroffen sind sowie deren Kampagne PutzfrauenPower, die gegen Ausbeutung und Lohnraub in der Hotelbranche kämpft.[13]

2018
- Gewinner des Preises der Leserinnen und Leser wurde der gemeinnützige Verein Soko Tierschutz, der sich für Tierrechte, sowie Umwelt- und Verbraucherschutz einsetzt.[14]
- Der Preis der Jury ging an Taina Gärtner, die sich in ihrem Stadtviertel für soziale Gerechtigkeit engagiert.[15]

2019
- im Jahr 2019 wurde kein Preis ausgelobt. Nach 14 Jahren sei Zeit für Neues. Der Preis sei aber nicht abgeschafft.[16]

2020
Bedingt durch die Corona-Pandemie fand im Jahr 2020 die Preisverleihung erstmal nur digital im Livestream statt.
- Der Preis der Leserinnen und Leser ging an die Indigene Alessandra Korap Munduruku aus Brasilien, die gegen die Zerstörung des Amazonas-Regenwaldes kämpft.[18]
- Der Preis der Jury ging die Initiative Buirer für Buir, die sich für den Erhalt des Hambacher Forstes einsetzt.[19]
- Der Zusatzpreis für Klima und Gesundheit ging an die Psychologists/Psychotherapists for Future, die die gesellschaftliche Resilienz in der Klimakrise stärken wollen.[20]

2021
Auch die Preisverleihung 2021 wurde wegen Corona per Livestream gesendet.
- Der Preis der Leserinnen und Leser ging an der Nürnberg-Fürther Stadtkanalverein. Ziel der Initiative ist es, dort, wo gerade die A73 verläuft, einen Tunnel zu graben, um die Autobahn in einen Kanal umzuwandeln, an dessen Ufer eine Fahrrad-Schnellstraße die beiden Städte Nürnberg und Fürth miteinander verbindet.[23]
- Der Preis der Jury ging an die Initiative Elli, bei der Ehrenamtliche im mecklenburgischen Bollewick einen Nachbarschaftsfahrdienst mit E-Autos organisieren.[24]

2022
Die Preisverleihung 2022 wurde wegen Corona nur vor kleinem Publikum zelebriert und per Livestream gesendet.
- Den Preis der Leserinnen und Leser gewann die BioBoden-Genossenschaft, die Bio-Landwirtschaft dadurch fördert, dass sie Land erwirbt und nach bestimmten ökologischen Kriterien verpachtet[27].
- Den Preis der Jury bekam der Aktivist Peter Emorinken-Donatus. Der gebürtige Nigerianer kämpft dafür, dass Ökozide international als Verbrechen anerkannt werden. Emorinken-Donatus hat das „Bündnis Ökozidgesetz“ mitinitiiert und ist sein Sprecher[28]. Er widmet den Preis dem vor 27 Jahren ermordeten nigerianischen Schriftsteller und Bürgerrechtler Ken Saro-Wiwa.[29]

2023
- Den Preis der Leserinnen und Leser gewann der 9-Euro-Fonds. Die Initiative setzt sich für die Wiedereinführung des 9-Euro-Tickets ein.
- Anlässlich des 15. Jubiläums der taz Panter Stiftung wurde der Preis der Ehemaligen vergeben. Die Jury aus ehemaligen Preisträgern wählten den Verein Facing Finance e.V. zum Sieger, der sich für soziale und ökologische Investitionen im Finanzsektor einsetzt.[30]

2024
Aufgrund der zunehmenden rechten Bedrohung gegen die Demokratie wurden drei Preise in Thüringen, Sachsen und Brandenburg vergeben, wo jeweils Landtagswahlen stattfanden.
- Den Preis für Sachsen gewann das Küchenkollektiv „Calzone Rivoluzione – Pizza gegen Nazis“. Das Kollektiv unterstützt soziale, politische und kulturelle Veranstaltungen vor allem in Ostdeutschland mit veganer Pizza auf Spendenbasis.[31]
- Der Preis für Thüringen ging an das Netzwerk Polylux, das sich seit 2018 mit verschiedenen Initiativen gegen den Rechtsruck in Ostdeutschland engagiert.[32]
- Der Preis in Brandenburg ging an das Bildungsprojekt Verstehbahnhof in Fürstenberg.[33]

2025
Im Jahr 2025 wurde der Preis in zwei Etappen vergeben. Die erste Preisverleihung fand im Juni in Halle/Saale statt, die zweite am Rande des Festivals Bochum Total im Juli in Bochum.
- Der Preis in Halle ging an die Initiative "Kaiserslautern gegen Rechts".[35]
- Der Preis in Bochum ging an den Verein Erfurter Kulturhaus, der mit einer Genossenschaft das ehemalige Schauspielhaus Erfurt wiederbelebt.[36]